# Opeatogenys
Opeatogenys – rodzaj ryb z rodziny grotnikowatych (Gobiesocidae).

## Klasyfikacja
Gatunki zaliczane do tego rodzaju:
- Opeatogenys cadenati
- Opeatogenys gracilis